# Mercedes F1 W04
De Mercedes F1 W04 was een Formule 1-auto, die in 2013 werd gebruikt door het Formule 1-team van Mercedes GP.

## Onthulling
De F1 W04 werd op 4 februari 2013 onthuld op het circuit van Jerez. De auto werd bestuurd door Nico Rosberg en Lewis Hamilton.

## Resultaten
| Resultaat                       |
| ------------------------------- |
| Winnaar                         |
| Tweede plaats                   |
| Derde plaats                    |
| Gefinisht (punten behaald)      |
| Gefinisht (geen punten behaald) |
| Niet geklasseerd (NC)           |
| Uitgevallen (DNF)               |
| Niet gekwalificeerd (DNQ)       |
| Gediskwalificeerd (DSQ)         |
| Niet gestart (DNS)              |
| Gewond (INJ)                    |
| Uitgesloten (EX)                |
| Teruggetrokken (WD)             |
| Niet deelgenomen (blanco cel)   |
| P Pole position                 |
| S Snelste ronde                 |

| Jaar | Teamnaam                      | Chassis         | Motor                    | Banden | Coureurs       | 1   | 2   | 3   | 4   | 5   | 6   | 7   | 8   | 9   | 10  | 11  | 12  | 13  | 14  | 15  | 16  | 17  | 18  | 19  | Punten | WK-plaats |
| ---- | ----------------------------- | --------------- | ------------------------ | ------ | -------------- | --- | --- | --- | --- | --- | --- | --- | --- | --- | --- | --- | --- | --- | --- | --- | --- | --- | --- | --- | ------ | --------- |
| 2013 | Mercedes AMG Petronas F1 Team | Mercedes F1 W04 | Mercedes-Benz FO 108Z V8 | P      |                | AUS | MAL | CHN | BHR | ESP | MON | CAN | GBR | GER | HUN | BEL | ITA | SIN | KOR | JPN | IND | ABU | USA | BRA | 360    | Zilver    |
| 2013 | Mercedes AMG Petronas F1 Team | Mercedes F1 W04 | Mercedes-Benz FO 108Z V8 | P      | Nico Rosberg   | DNF | 4   | DNF | 9P  | 4P  | 1PS | 5   | 1   | 9   | 19† | 4   | 6   | 4   | 7   | 8   | 2   | 3   | 9   | 5   | 360    | Zilver    |
| 2013 | Mercedes AMG Petronas F1 Team | Mercedes F1 W04 | Mercedes-Benz FO 108Z V8 | P      | Lewis Hamilton | 5   | 3   | 3P  | 5   | 12  | 4   | 3   | 4P  | 5   | 1P  | 3   | 9S  | 5   | 5   | DNF | 6   | 7   | 4   | 9   | 360    | Zilver    |

Red Bull RB9 ·
Ferrari F138 ·
McLaren MP4-28 ·
Lotus E21 ·
Mercedes F1 W04 ·
Sauber C32 ·
Force India VJM06 ·
Williams FW35 ·
Toro Rosso STR8 ·
Caterham CT03 ·
Marussia MR02